# (32743) 1979 MR1
1979 MR1 (asteroide 32743) é um asteroide da cintura principal. Possui uma excentricidade de 0.17048100 e uma inclinação de 2.80817º.
Este asteroide foi descoberto no dia 25 de junho de 1979 por Eleanor F. Helin e Schelte J. Bus em Siding Spring.